# Iglesia de Shoreditch
La iglesia de Shoreditch (Shoreditch Church) o iglesia de San Leonardo (St Leonard's Church) es una iglesia del siglo XVIII en el distrito londinense de Shoreditch. Es conocida también como la iglesia de los actores (Actors' Church) por el gran número de actores asociados con ella desde tiempos de William Shakespeare por la proximidad de dos teatros londinenses pioneros de la época, The Theatre y The Curtain.
Su órgano fue construido en 1757 por Richard Bridge, uno de los organeros ingleses más importantes del siglo XVIII y siendo este el último construido por Bridge.
Su acústica permite la celebración de muchos conciertos, muchos de los cuales son emitidos en directo por la BBC e incluyen actuaciones y grabaciones de conjuntos como The English Concert, la BBC Symphony Orchestra o el BBC Symphony Chorus, con Stephen Farr al órgano.

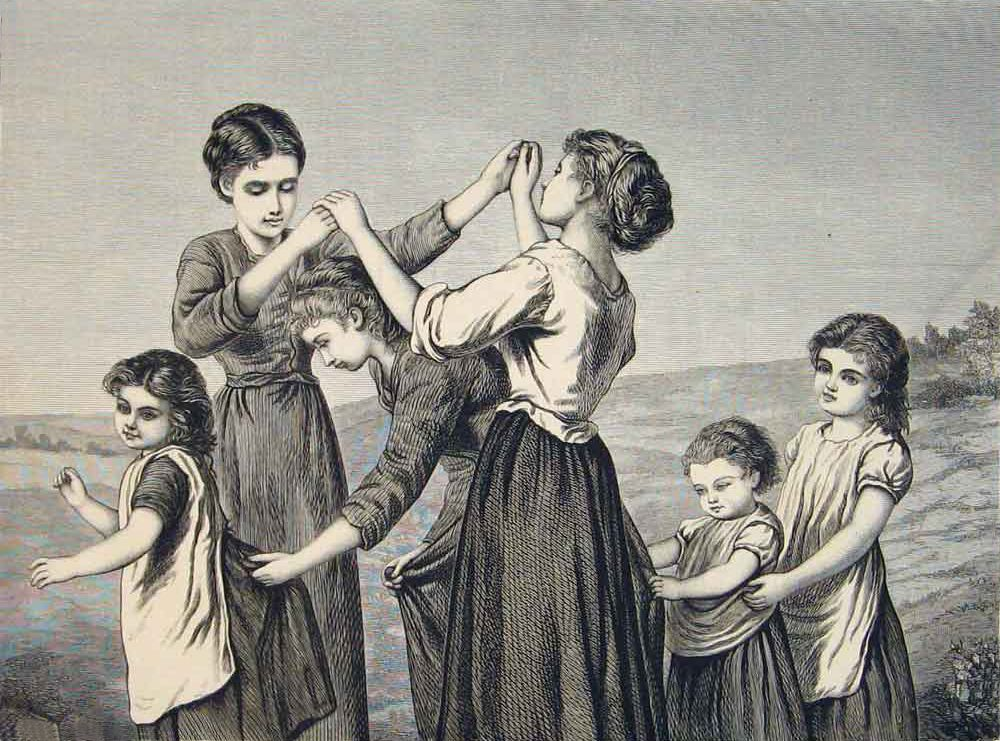
El corro Oranges and Lemons ilustrado por Agnes Rose Bouvier, 1874

Las campanas de la iglesia de Shoreditch, junto con las de otras iglesias de la City de Londres y sus alrededores, figuran en la conocida canción infantil y corro Oranges and lemons: «... when I grow rich, say the bells of Shoreditch...».
Durante más de 140 años —de 1729 a 1873—, la Royal Society organizó un discurso anual en la iglesia, en cumplimiento del testamento de un benefactor de la iglesia y sus obras de caridad, Thomas Fairchild, que legó un fondo a tal efecto.

## Edificios anteriores
Queda constancia de la existencia de una iglesia en el mismo lugar durante el periodo anglosajón que fue demolida por los normandos, cuya nueva iglesia tuvo su primer sacerdote en 1185.
La iglesia medieval sería la que llegaría a ser asociada con los actores ingleses del teatro isabelino, coetáneos de William Shakespeare, y quien se aloja en el barrio al llegar a Londres a finales de la década de 1580. Algunos de los actores que yacen en la cripta y que vivían en la misma calle, incluyen James Burbage, el copropietario de The Theatre, donde probablemente se estrenaría la obra Romeo and Juliet, y dos de sus hijos —Cuthbert y Richard, quienes, ayudado por otros miembros del grupo teatral Lord Chamberlain's Men, desmantelaron The Theatre durante la noche del 28 de diciembre de 1598 y llevaron las maderas al otro lado del Támesis  para construir allí The Globe.
Por otra parte, cinco hermanos de la familia Bassano, destacados músicos y fabricantes de instrumentos musicales, emigraron de Venecia a Inglaterra en la década de 1530 para incorporase al Corte del Enrique VIII. Muchos de sus descendientes destacarían en el Corte durante más de 100 años, fueron bautizados, casados o enterrados en la iglesia de San Leonardo.
La iglesia normanda fue ampliada sucesivamente hasta el siglo XVIII cuando, en 1736, parte de ella se derrumbó a causa de los daños provocados por las numerosas inundaciones del río Walbrook, uno de los muchos ríos, ahora subterráneos, como el río Fleet, afluentes del Támesis.

## El edificio actual

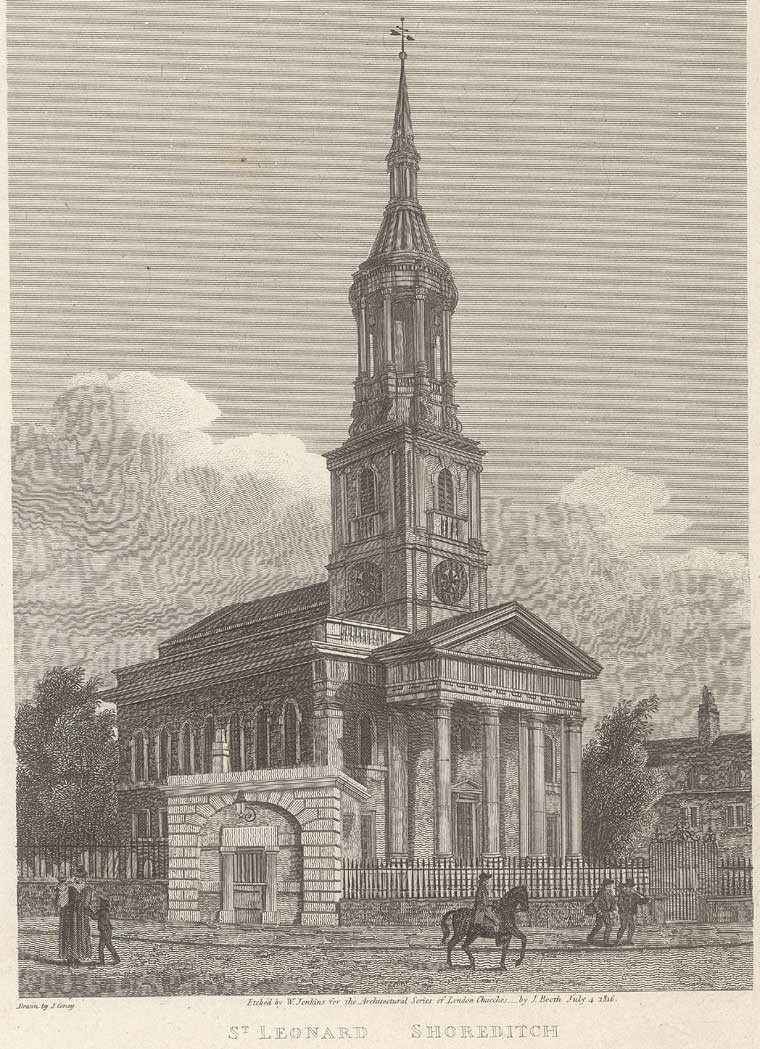
Grabado del siglo XVIII

Las obras del edificio nuevo —el actual— con las columnas esbeltas de su columnata, comenzaron ese mismo año según un diseño original de George Dance, padre, que fue muy criticado en su día por salirse del estilo barroco inglés típico del Nicholas Hawksmoor, uno de los arquitectos ingleses más destacados, junto con Christopher Wren y John Vanbrugh, de la época. Entre otras críticas, su arquitectura fue considerada «femenina» y «fea». Otro motivo de crítica del nuevo edificio fue el hecho de ser la primera iglesia con alumbrado de gas, algo considerado de «lo más profano».
A las ocho campanas originales de la nueva iglesia, en 1765 se añadieron dos más y en 1807 otras dos.
En 1870, el arquitecto William Butterfield, proponente de la arquitectura neogótica, realizó obras importantes para transformar el edificio de un templo dedicado a la predicación, con una arquitectura georgiana en una iglesia sacramental. A los daños estructurales causados por las reformas de Butterfield se añadieron los que el edificio sufrió durante la Segunda Guerra Mundial y, finalmente, ante la evidencia de que su estructura entera estaba comprometida, la iglesia fue cerrada en 1990 durante dos años para reparar los daños detectados y para restaurar el edificio para estar más acorde con el diseño original de Dance.
Entre las curiosidades asociadas a su cripta, hay un panteón en forma del horno de pan, en el cual están enterrados un panadero y su esposa y el cementerio contiene la tumba de un médico local con la inscripción «el último y mejor dormitorio del Dr. J. Gardner».
En 2011, se celebró un acto conmemorativo por el fallecimiento de Pete Postlethwaite, al cual asistieron un gran número de actores y actrices.

## Royal Society
En 1729, Thomas Fairchild —que señaló en su testamento su deseo de ser enterrado en la zona del cementerio de St Leonard's reservado para los más pobres,— también dejó en su testamento un legado de 25 libras para que se organizara un sermón o discurso anual a cargo de la Royal Society. A partir de 1746, año en el que el presidente de la Society, sir Hans Sloane y otros miembros, como Charles Cavendish y Alexander Stuart, contribuyeron a ampliar el fondo, y hasta 1873 la Royal Society se hizo cargo del fondo y de nombrar el conferenciante para el acto a celebrar en la iglesia.
Así, William Stukeley dejó escrito en su diario su asistencia al discurso de 1750, en compañía del entonces presidente de la Royal Society, Martin Folkes, y otros miembros de la Society. En 1873, la Royal Society tomó la decisión de devolver la organización a los administradores de la iglesia al considerar que la gestión del fondo no era de su incumbencia, por lo que el fondo pasó a ser administrado por el obispo de Londres.
De 1790 a 1804, los discursos los impartió el subdirector del British Museum, Samuel Ayscough.
Los conferenciantes en el siglo XX incluyeron al biólogo Felix Eugen Fritsch, quien dio el discurso en mayo de 1940.
Entre 1969 y 1975, por discrepancias doctrinales surgidas entre los organizadores, el discurso se trasladó a la otra iglesia nombrada por Fairchild en su testamento como alternativa, la iglesia de St Giles' Cripplegate. La tradición volvió a St Leonard's en 1976, aunque por poco tiempo, ya que regresó de nuevo a St Giles en 1981, donde se celebra desde entonces.

## Personas destacadas enterradas en el cementerio de la iglesia
- James Burbage[4]
- Cuthbert Burbage[4]
- Richard Burbage[4]
- Richard Tarlton[4]
- James Parkinson[14]